# Flugunfall der Aerovias Brasil bei Ilhéus
Der Flugunfall der Aerovias Brasil bei Ilhéus ereignete sich am 30. Mai 1950. An diesem Tag kam es  bei einem Inlandslinienflug einer  Douglas  DC-3/C-47-DL der Aerovias Brasil von Vitória da Conquista nach Salvador da Bahia zu einem Kontrollverlust und Strukturversagen der Maschine. Bei dem Unfall kamen 13 Personen ums Leben, nur zwei Passagiere überlebten.

## Maschine
Das Flugzeug war eine Douglas DC-3, die während des Zweiten Weltkrieges als militärischer Flugzeugtyp Douglas C-47-DL im Werk der Douglas Aircraft Company in Long Beach, Kalifornien gebaut und im Jahr 1943 mit der Seriennummer 9156 und dem militärischen Luftfahrzeugkennzeichen 42-32930 an die United States Army Air Forces (USAAF) ausgeliefert wurde. Nach dem Krieg wurde die C-47 als Überbestand der USAAF kategorisiert und ausgeflottet. Die Maschine wurde nach Brasilien verkauft und zu einer zivilen DC-3 umgebaut. Das Flugzeug ging dann mit dem Luftfahrzeugkennzeichen PP-AVZ bei der Aerovias Brasil in Betrieb. Die DC-3 wurde von zwei Doppelsternmotoren Pratt & Whitney R-1830-92 Twin Wasp mit je 1.200 PS Leistung angetrieben.

## Passagiere und Besatzung
Den inländischen Linienflug von Vitória da Conquista nach Salvador de Bahia hatten elf Passagiere angetreten. Es befand sich eine vierköpfige Besatzung an Bord, bestehend aus dem Flugkapitän Douglas W. Martin, dem Ersten Offizier Fernando M. Brulli, dem Bordfunker Celecino Leite Martins und der Flugbegleiterin Clicia R. Zorowich.

## Flugplan
Die Maschine war auf dem Flughafen Rio de Janeiro-Santos Dumont gestartet. Der Flugplan sah einen Flug nach Belém im Bundesstaat Pará vor. Der Flug sollte neben Vitória da Conquista und Salvador de Bahia noch über andere Großstädte im Nordosten Brasiliens führen.

## Unfallhergang
Entlang des Flugabschnittes von Vitória nach Salvador herrschten Sichtflugbedingungen, bis das Flugzeug in einer Höhe von 10.000 Fuß in eine Wolkendecke einflog. Ein Sinkflug wurde eingeleitet und die DC-3 durchflog dichte Cumulonimbus-(Gewitter)wolken, in denen starke Scherwinde herrschten. Diese Scherwinde führten dazu, dass Passagiere und Fracht in der Maschine umhergeschleudert wurden. Infolgedessen verlagerte sich der Schwerpunkt der Maschine und die Piloten verloren die Kontrolle. Die Maschine ging mit einer Geschwindigkeit zu Boden, bei der die strukturellen Belastungsgrenzen der DC-3 überschritten wurden. In der Luft brachen schließlich die Tragflächen ab. Die Maschine schlug schließlich auf dem Boden auf.

## Opfer und Überlebende
Bei dem Unfall starben 13 der 15 Insassen, darunter die vierköpfige Besatzung sowie neun Passagiere. Lediglich der 38-jährige Unternehmer Carlos Ortiz aus Rio de Janeiro und seine 23-jährige Angestellte Leonídia Eunice da Conceicao überlebten schwer verletzt.

## Ursache
Als Unfallursache wurde einerseits das unerwartete Auftreten von schwierigen Wetterbedingungen entlang der Route festgestellt, anderseits das unvorsichtige Verhalten der Piloten, die einen Sinkflug einleiteten, ohne sich vergewissert zu haben, ob sie die Schlechtwetterzone mit Turbulenzen bereits umflogen hatten.